# Vantaankoski (stacja kolejowa)
Vantaankoski (szw. Vandaforsen) – stacja kolejowa w miejscowości Vantaankoski w prowincji Uusimaa w Finlandii.

## Ruch pasażerski
Jest stacją końcową linii M helsińskiej kolei aglomeracyjnej (linia żółta).

## Przyszłość
W budowie jest parking systemu park&ride na 220 miejsc. Planowane oddanie do użytku ma nastąpić w sierpniu 2012. Stacja będzie obsługiwać budowaną właśnie kolejową obwodnicę Helsinek.